# Europa dels Pobles
Europa dels Pobles és una coalició formada per diversos partits polítics per tal de concórrer a les eleccions europees. Els seus precedents foren la Coalició per l'Europa dels Pobles que es presentà a les eleccions de 1987, Per l'Europa dels Pobles de 1989 i 1994 i en la Coalició Nacionalista - Europa dels Pobles, presentada el 1999.

## Història

### 2004
Els partits que formaren la coalició foren: Esquerra Republicana de Catalunya, Eusko Alkartasuna, Chunta Aragonesista, Partido Socialista de Andalucía, Andecha Astur, Conceju Nacionaliegu Cántabru i Iniciativa Ciudadana. El cap de llista fou Bernat Joan.
Alternativa Popular Canaria no va formar part de la coalició però va demanar-ne el vot.

### Integrants
| Partits | Partits                                               |
| ------- | ----------------------------------------------------- |
|         | Esquerra Republicana de Catalunya (ERC)               |
|         | Eusko Alkartasuna (EA)                                |
|         | Chunta Aragonesista (CHA)                             |
|         | Partit Socialista d'Andalusia (PSA)                   |
|         | Assemblea d'Esquerres–Iniciativa per Andalusia (A–IZ) |
|         | Andecha Astur (AA)                                    |
|         | Conceju Nacionaliegu Cántabru (CNC)                   |
|         | Iniciativa Ciutadana La Rioja (ICLR)                  |

### 2009
Els partits que formen la coalició són: Esquerra Republicana de Catalunya, Bloque Nacionalista Galego, Aralar, Eusko Alkartasuna, Chunta Aragonesista, Entesa per Mallorca i Els Verds - Confederació Ecologista. El cap de llista és Oriol Junqueras.

## Resultats electorals
| Parlament Europeu |                                            |               |      |        |     |
| Any               | Llista                                     | Vots          | %    | Escons | +/- |
| 1987              | Coalició per l'Europa dels Pobles          | 326,911 (#7)  | 1.70 | 1 / 60 | Nou |
| 1989              | Coalició per l'Europa dels Pobles          | 238.909 (#11) | 1.51 | 1 / 60 | =   |
| 1994              | Per l'Europa dels Pobles                   | 239.339 (#6è) | 1,20 | 0 / 64 | 1   |
| 1999              | Coalició Nacionalista - Europa dels Pobles | 613.968 (#6è) | 2,90 | 2 / 64 | 2   |
| 2004              | Europa dels Pobles                         | 380,709 (#5è) | 2.45 | 1 / 54 | 1   |
| 2009              | Europa dels Pobles                         | 391.962 (#6è) | 2,50 | 1 / 54 | =   |